# Lu Xiufu
Lu Xiufu (1236-19 de marzo de 1279), nombre de cortesía Junshi (君实/君實), fue un estadista chino y comandante militar que vivió en los años finales de la Dinastía Song. Originalmente de Yancheng (en la actualidad, Condado Jianhu) en la provincia de Jiangsu, junto con Wen Tianxiang y Zhang Shijie,  es considerado como uno de los 'Tres Príncipes Leales de los Song' (大宋三忠王).

## Vida

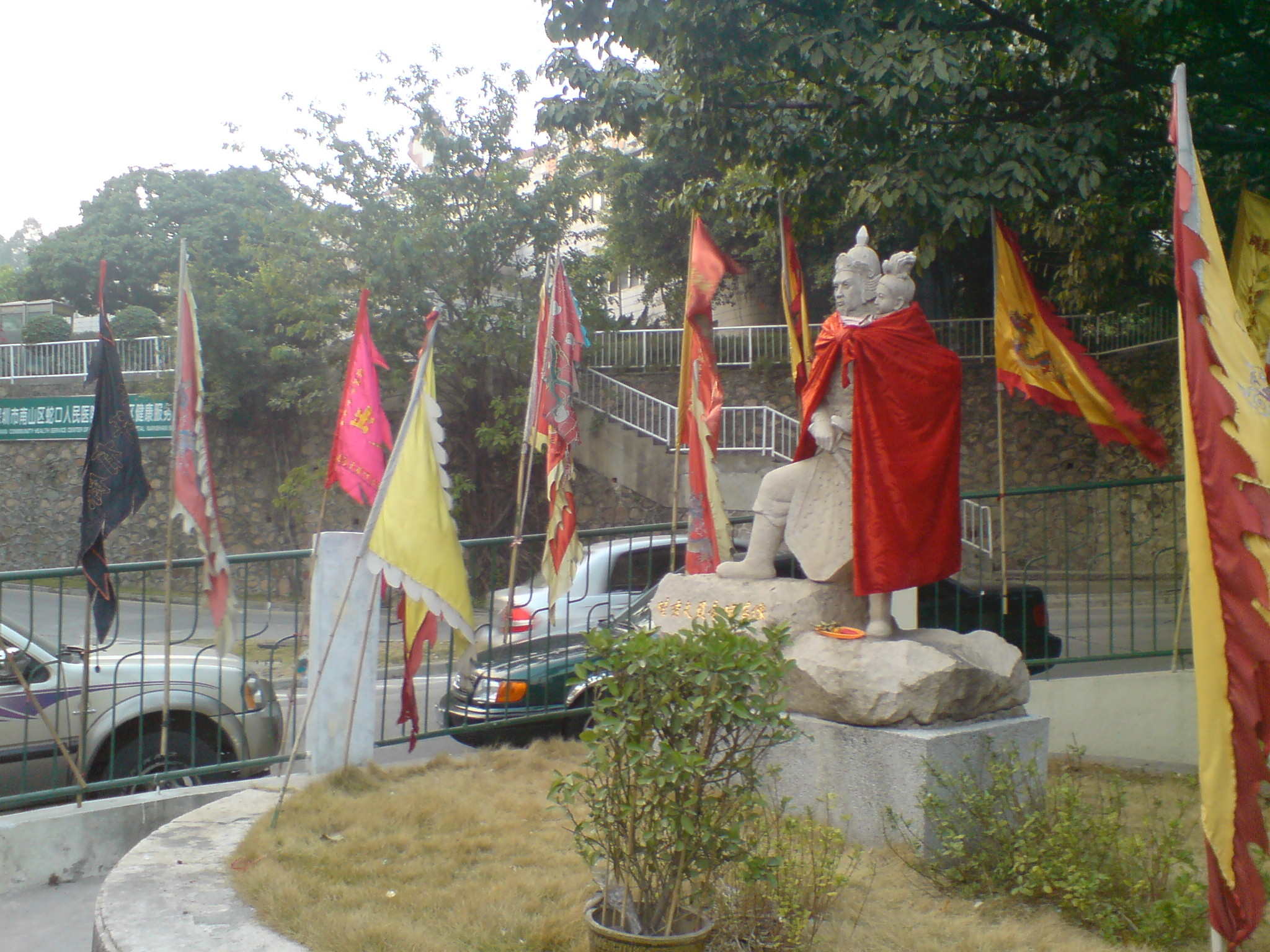
Lu Xiufu y Song Shaodi

En 1256, junto con Wen Tianxiang, Lu pasó el examen imperial, convirtiéndose en un "erudito presentado" o jinshi, y después ingresó en el Ministerio de Ritos como viceministro.
La capital de la dinastía Song en Lin'an en la Provincia de Cantón cayó ante los invasores mongoles del norte en 1276, y el emperador Gong de cinco años fue tomado como prisionero. Junto con Chen Yizhong, Zhang Shijie y la Consorte Yang, entre otros, Lu huyó con los otros dos hijos del Emperador Duzong, Zhao Shi (赵昰) de siete años y Zhao Bing (赵昺) de cuatro. Más tarde el mismo año en Fuzhou en la Provincia de Fujian, Zhao Shi fue entronizado como Emperador Duanzong y empezó a gobernar bajo el nombre de era "Jingyan" (景炎; literalmente: "llama brillante"). El emperador Duanzong nombró a Lu consejero militar del Consejo privado con la tarea de continuar la resistencia contra los mongoles.
Después de que el emperador Duanzong enfermara y muriera a la edad de nueve años en 1278, Lu y Zhang Shijie entronizaron a su hermano más joven Zhao Bing como Emperador Bing mientras la Consorte Yang (ahora emperatriz viuda Yang) convencía eficazmente  a la corte. Lu se convirtió en Canciller de la Izquierda (左丞相) y gobernó junto con Zhang Shijie.
En 1279, las fuerzas mongolas dirigidas por Zhang Hongfan lanzaron una ofensiva naval a gran escala contra las fuerzas Song en el  Monte Ya (en la actualidad, Yamen), forzando a huir al emperador Bing. Durante la Batalla de Yamen el 19 de marzo de 1279, todo el ejército y la armada Song fueron destruidos. Cuando el emperador de siete años Huaizong vio el resultado de la batalla naval, quedó impresionado y reprendió ligeramente el desorden de sus fuerzas armadas diciendo " tendrían que haber coordinado su ataque y luchado como una unidad."
Lu, al no estar dispuesto a ser capturado por los mongoles, primero ordenó a su concubina más joven suicidarse y después se dirigió al Emperador Huaizong: 

"Los asuntos de nuestra nación están en ruinas y nuestro país destruido. Su Majestad, por favor, no continúe con las desastrosas políticas de su predecesor, Gong, cuya presencia en Dadu es una vergüenza insoportable, no podemos volver a soportar semejante insulto."

Tras ello, Liu le entregó su sello al emperador, lo cogió en brazos y se arrojó por el acantilado al mar, muriendo ambos. Desesperados al verlo, muchas concubinas imperiales, damas de palacio, ministros y altos funcionarios, sus esposas e hijos, corrieron a lanzarse también por el acantilado, apareciendo en las playas en los días siguientes centenares de cadáveres. Así terminó la dinastía Song y comenzó la Yuan.

## Legado
Los descendientes de Lu vagaron por muchos lugares antes de asentarse en la aldea Qiangang, en la ciudad de Conghua, provincia de Cantón.
Hoy en la ciudad de Jiangmen, provincia de Cantón, hay una capilla en honor a los "Tres Príncipes Leales de los Song". También hay un santuario en honor a los tres héroes en el distrito de Shuangxi en la ciudad de Taipéi, Taiwán. Construido en 1868 por orden del emperador Tongzhi de la dinastía Qing, el Templo de los Tres Leales es el centro religioso del municipio.